# Шишма (Оренбургская область)
Шишма — село в Саракташском районе Оренбургской области в составе  Воздвиженского сельсовета. 

## География
Находится на расстоянии менее 6 километров по прямой на юго-восток от районного центра поселка Саракташ.

## История
После пожара в 1870-х годах в селе Воздвиженка ногайцы выселились в трех верстах от Воздвиженки вверх по течению реки Сакмары к югу от озера Олыкуль. Отдельный поселок получил название Шишма, в переводе на русский - родник. В 1926 году в селе Шишма было 224 двора с населением 941 человек. В советское время работали  колхозы «Кзыл Гаскар», «Дружба».

## Население
Население составляло 524 человека в 2002 году (татары 94%), 515 по переписи 2010 года.